# Piwnica Miętusia

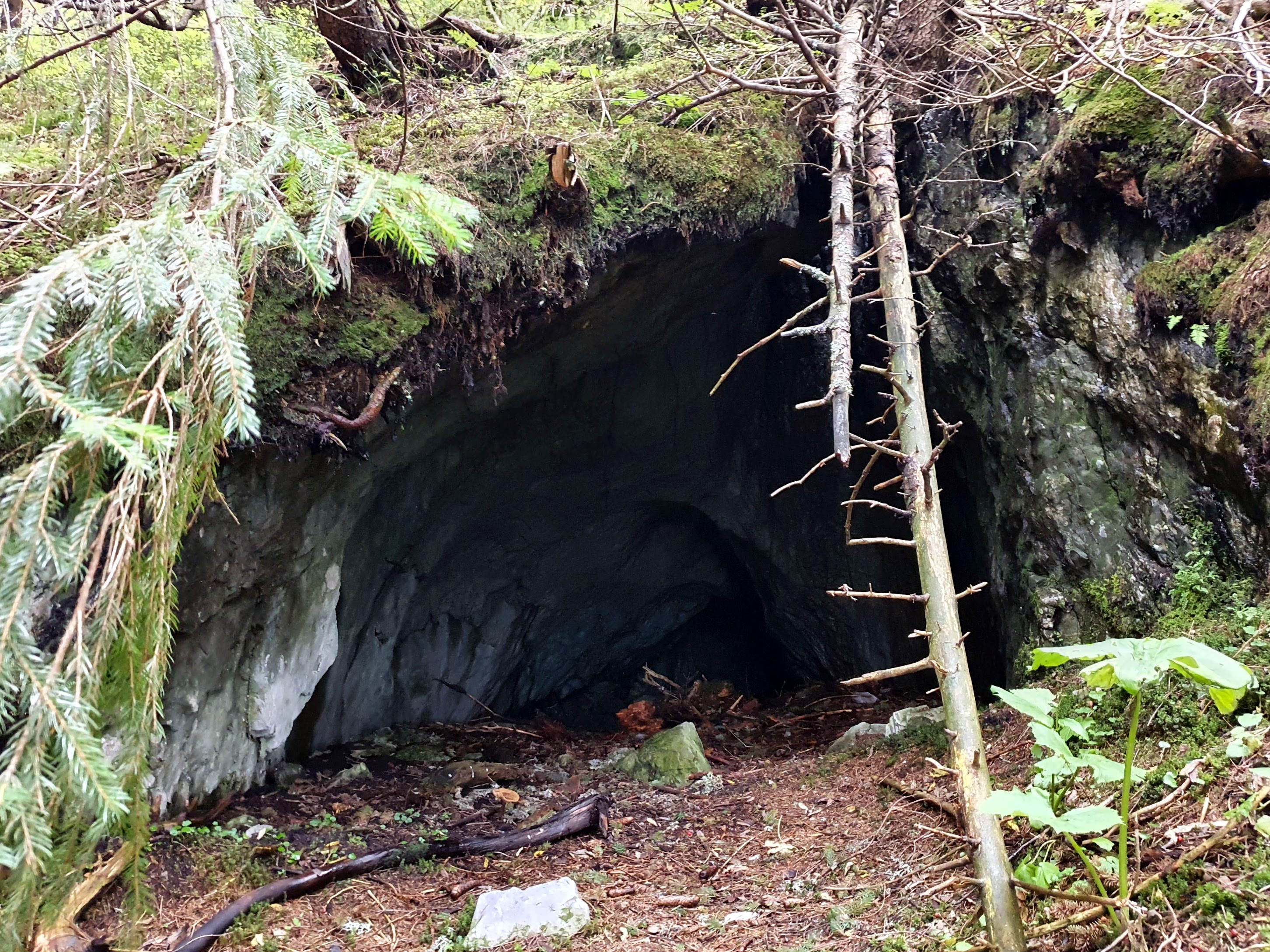
Otwór

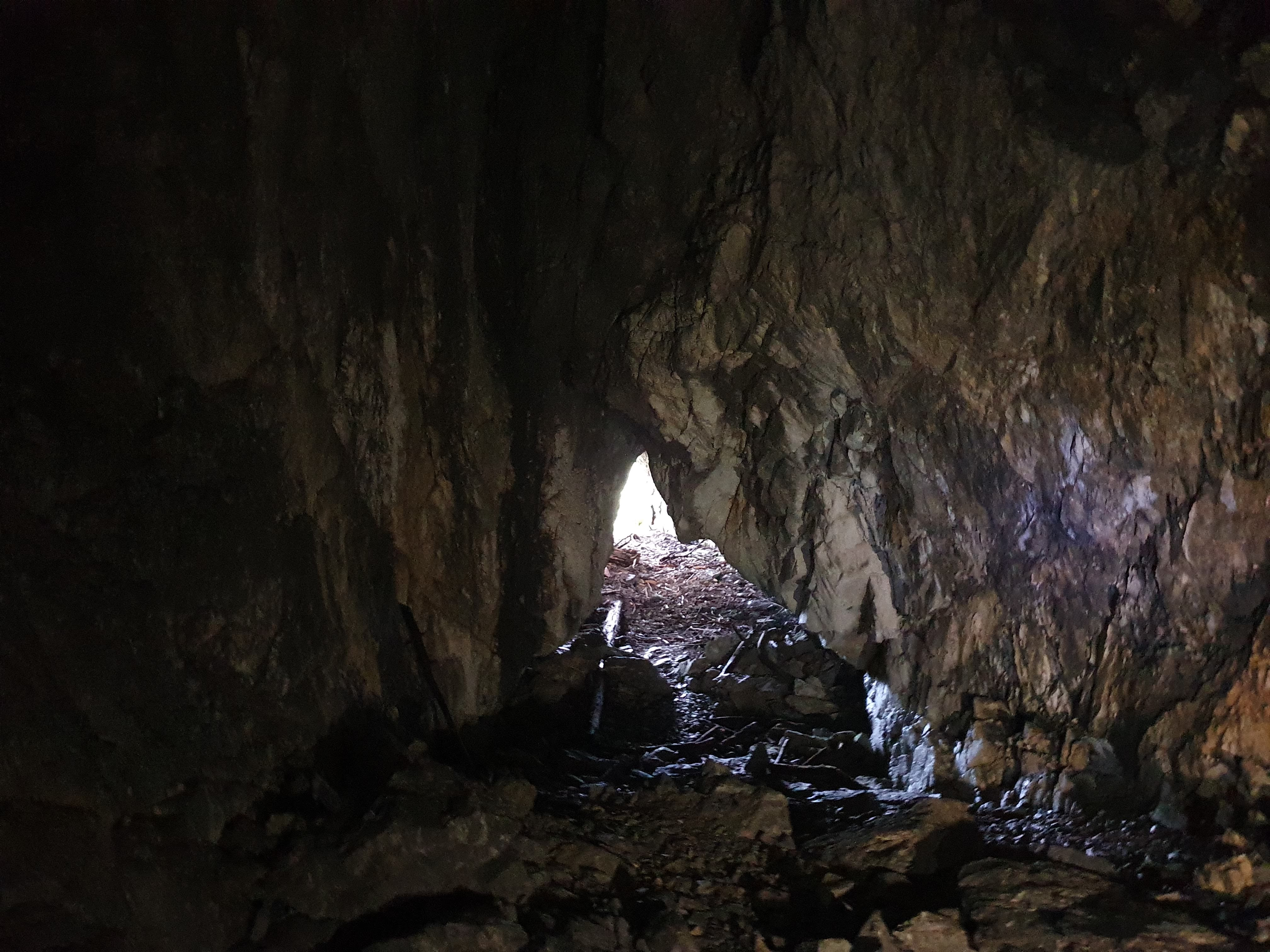
otwór widziany od wewnątrz

Piwnica Miętusia – jaskinia w północno-zachodnim fragmencie stoków Dziurawego w Dolinie Miętusiej w Tatrach Zachodnich. Wejście do niej znajduje się blisko wylotu Małej Świstówki na wysokości 1392 m n.p.m. Jest zwrócone w stronę północno-wschodnią. Długość jaskini wynosi 196 metrów, deniwelacja 16,3 metrów.

W pobliżu znajduje się kilkanaście innych jaskiń, m.in.: Jaskinia Miętusia i Świstowa Szczelina.

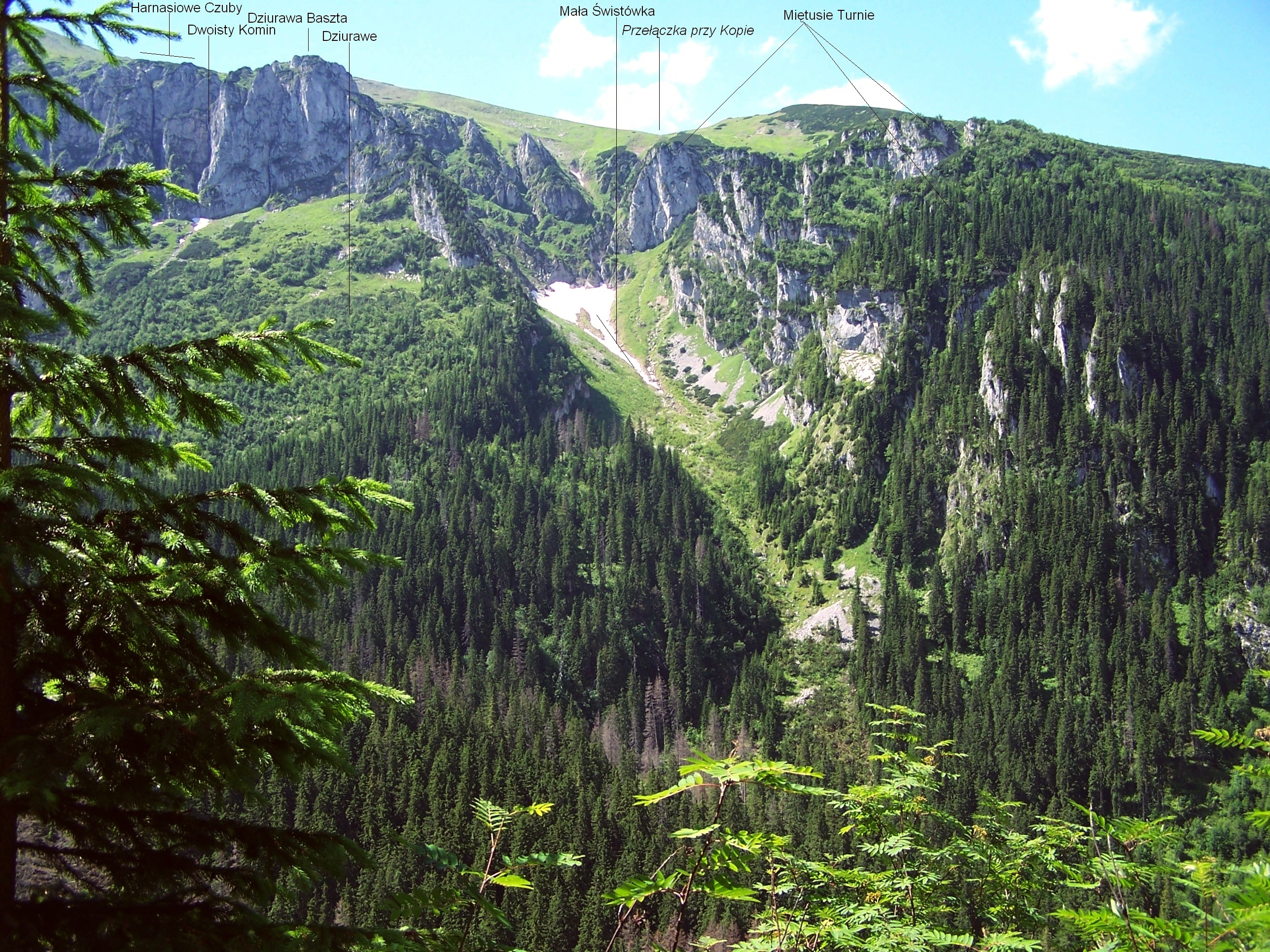
Mała Świstówka. Na lewo w zboczu Dziurawego wejście do Piwnicy Miętusiej

## Opis jaskini
Otwór wejściowy do jaskini ma 2,25 m szerokości i 2 m wysokości. Szeroki korytarz o długości 10 m doprowadza od niego do dużej sali (19 × 6 m) z wieloma odgałęzieniami:
- prawie na wprost przez próg wchodzi się do wąskiego korytarza, który rozgałęzia się na mniejsze korytarzyki. Jeden z nich prowadzi do niewielkiej salki, inne kończą się ślepo.

- pod opisanym powyżej progiem widać ciasny otwór prowadzący w dół do wąskiego korytarzyka zamkniętego zawaliskiem. Tu znajduje się najniższy punkt jaskini (-6,15 m).

- w tym samym miejscu w sali można wspiąć się kominkiem do następnego odgałęzienia. Kominek prowadzi do ślepo zakończonego komina. Jest tu najwyższy punkt jaskini (+10,15 m). Dalej korytarz zakręca i wraca do głównej sali.

- z południowej części głównej sali prowadzi ciąg, który rozgałęzia się na węższą odnogę (po prawej stronie) i szerszą, odchodzącą nieco na lewo. Obie kończą się niedostępnymi szczelinami.

- Z północno-wschodniej części głównej sali wchodzi się przez próg do korytarza a następnie przez kolejny próg do obszernej sali. Nad wejściem do korytarza znajduje się kilkumetrowy komin w stropie. Można też wspiąć się do równoległego, wysokiego korytarza. Z sali na prawo wstecz schodzi pochylnia, za którą znajduje się prowadzący do głównej sali przełaz[3][6].

## Przyroda
W jaskini można spotkać nacieki grzybkowe, niewielkie stalaktyty, stalagmity oraz polewy naciekowe i mleko wapienne.
Ściany jaskini są mokre. Zimują w niej nietoperze.

## Historia odkryć
Jaskinia była znana od dawna, o czym świadczą napisy przy wejściu i pozostałości po ostrewkach we wnętrzu. Jako pierwsi Piwnicę Miętusią zbadali w 1923 roku Stefan i Tadeusz Zwolińscy – pomogły im w tym wskazówki bacy z Przysłopu Miętusiego.